# Dumitru Ursu
Dumitru Ursu (n. 22 februarie 1960, satul Vărzărești, raionul Nisporeni) este un economist moldovean, care îndeplinește în prezent funcția de președinte al Comisiei Naționale a Valorilor Mobiliare din Republica Moldova.

## Biografie
Dumitru Ursu s-a născut la data de 22 februarie 1960, în satul Vărzărești (raionul Nisporeni). A absolvit cursurile Facultății de Economie, specialitatea - finanțe și credit, din cadrul Universității de Stat din Moldova (1983). A urmat apoi studii de macroeconomie la Institutele FMI din Washington (1994) și Viena (1995), precum și stagii practice în problematica bancară organizate de Banca Naționala a Belgiei (1992), Banca Olandei (1994), Banca Reglementelor Internaționale (1995) și Banca Națională a Elveției (2004).
După absolvirea facultății, în anul 1983, a fost angajat ca economist la Banca de Stat a URSS, filiala Ungheni. Îndeplinește apoi funcțiile de director la Banca de Stat a URSS, filiala Vulcănești (1985-1987), Banca "Agroindbank URSS", filiala Vulcănești (1987-1989) și Banca de Economii a Moldovei, filiala Nisporeni (1989-1992).
Între anii 1992-2006 a deținut poziția de prim-viceguvernator al Băncii Naționale a Moldovei. În această calitate, a reprezentat Republica Moldova în calitate de viceguvernator la Banca Europeană pentru Reconstrucție și Dezvoltare (BERD) (1996-2006) și la Banca Mondială (1997-2005). Prin Hotărârea Parlamentului Republicii Moldova nr.83-XVI din 20 aprilie 2006, Dumitru Ursu a fost desemnat în funcția de membru și președinte al Comisiei Naționale a Valorilor Mobiliare din Republica Moldova pe un termen de 7 ani, înlocuindu-l în această funcție pe Ion Robu, care demisionase.
Dumitru Ursu a fost distins cu titlul onorific "Om emerit" (1996) și cu Ordinul "Gloria Muncii" (2006). El vorbește limbile franceză și rusă.